# Емельянов, Роман Павлович
Рома́н Па́влович Емелья́нов (8 мая 1992, Павлово, Нижегородская область, Россия) — российский футболист, полузащитник «СКА-Хабаровск».

## Биография
Роман Емельянов начал заниматься футболом в ДЮСШ родного города Павлово Нижегородской области. В 2005 году его пригласили в Академию футбола имени Юрия Коноплёва, патронируемую фондом «Национальная академия футбола» Романа Абрамовича. С 2008 года Емельянов начал выступать за «Тольятти» во втором дивизионе России. В 2010 году перешёл в молодёжную команду «Шахтёра».
В марте 2009 года Роман Емельянов, как наиболее талантливый выпускник Академии имени Коноплёва, отправился на двухнедельную стажировку в лондонский «Челси», который на тот момент возглавлял Гус Хиддинк. Емельянов провёл несколько спарринг-матчей с участием основного состава «Челси», в том числе команда, за которую выступал россиянин, обыграла команду, за которую играл Микаэль Эссьен, со счетом 7:1.
В январе 2010 года Роман Емельянов заключил 3-летний контракт с донецким «Шахтёром», который заплатил за 17-летнего опорного полузащитника 1 миллион долларов, что считается высокой трансферной суммой для футболистов столь юного возраста. Емельянов тренировался с резервным и молодёжным составами «Шахтера», пока в августе клуб не отдал его в годовую аренду луганской «Заре». Емельянов дебютировал за «Зарю» 12 сентября 2010 года. А за донецкий «Шахтёр», Роман дебютировал 21 августа 2011 год в матче с мариупольским «Ильичёвцем».
26 августа 2011 года «Ростов» арендовал Емельянова у «Шахтёра» до конца сезона. В сентябре 2014 года 22-летний полузащитник был арендован Уралом у донецкого «Шахтера». Соглашение рассчитано до конца сезона. Екатеринбургскому клубу также принадлежит первоочередное право выкупа игрока. В феврале 2015 года «Урал» подписал полноценный контракт с Емельяновым на 2,5 года. 31 июля 2016 забил свой первый гол за «Урал» в матче против «Уфы».
Сезоны 22/23 и 23/24 провёл в аренде в ярославском «Шиннике». 21 июня 2024 года покинул «Урал» из-за окончания контракта.
4 июля 2024 года перешёл в «СКА-Хабаровск» на правах свободного агента.

## Достижения
«Ростов»
- Обладатель Кубка России: 2013/14

«Урал»
- Финалист Кубка России: 2016/17